# Косой, Лейб Меерович
Лейб Меерович Косой (1928—1994) — советский инженер-конструктор и учёный в области создания ракетно-космической техники, главный научный сотрудник Государственного ракетного центра, участник подготовки и осуществления первого в мире полёта космического корабля-спутника «Восток» с человеком на борту (1961), доктор технических наук (1992). Лауреат Ленинской премии (1964).

## Биография
Родился 12 июля 1928 года в Одессе Украинской ССР.

### Образование и начало деятельности
С 1945 по 1950 год обучался в Одесском электротехническом институте связи имени А. С. Попова, по окончании которого с отличием получил специальность инженера-электрика. С 1950 по 1955 год на научно-исследовательской работе в он был направлен на работу в СКБ-385 при Заводе № 66, занимался проектированием и разработкой баллистических ракет.

### В СКБ-385 — Государственный ракетный центр
С 1955 по 1994 год работал в СКБ-385 (с 1966 года — КБ машиностроения, с 1993 года — Государственный ракетный центр) в должностях: инженер-конструктор, научный сотрудник, руководитель отдела, с 1976 по 1990 год — заместитель главного конструктора и с 1990 по 1994 год — главный научный сотрудник ГРЦ. Л. М. Косой был одним из основных инициаторов создания и разработчиков высокоточных автоматизированных комплексов систем управления баллистических ракет запускаемых как с ракетных комплексов так и с подводных лодок, руководил работами по созданию, лётным испытаниям и старта комплекса систем управления твердотопливной баллистической ракеты подводных лодок «Р-39».
Л. М. Косой являлся участником освоения производства первой баллистической
ракеты дальнего действия «Р-1», жидкостной одноступенчатой баллистической ракеты на долгохранимых компонентах топлива «Р-11», был участником разработки жидкостной одноступенчатой баллистической ракеты на долгохранимых компонентах топлива «Р-17», входящей в ракетный комплекс оперативно-тактического назначения 9К72 «Эльбрус», был участником создания жидкостных баллистических ракет серии БРПЛ — «Р-11ФМ», «Р-13», Р-21, Р-27, Р-29, Р-29Р, Р-29РМ, Р-39. Л. М. Косой был участником разработки ракеты-носителя для вывода в космос искусственных спутников Земли и и пилотируемых космических кораблей, созданной на базе двухступенчатой межконтинентальной баллистической ракеты «Р-7».
17 июня 1961 года Указом Президиума Верховного Совета СССР «За успешное выполнение специального задания Правительства по созданию образцов ракетной техники, космического корабля-спутника „Восток“ и осуществление первого в мире полета этого корабля с человеком на борту» Л. М. Косой был награждён Орденом Ленина.
В 1964 году Постановлением Совета Министров СССР «За создание ракетного вооружения для подводных лодок» Л. М. Косой был удостоен Ленинской премии.
Скончался 28 апреля 1994 года в Миассе, похоронен на Северном кладбище.

## Награды
- два Ордена Ленина (1961, 1969)
- Орден Октябрьской революции (1975)
- Орден Дружбы народов (1984)

### Премия
- Ленинская премия (1964)
- Премия имени В. П. Макеева (1992 — "За успешную творческую работу в научно-технической деятельности ГРЦ «КБ имени В. П. Макеева»)[2][3][4]